# لي تسونج تشويه
لي تسونج تشويه (مواليد 13 أبريل 1980) هو سبّاح تايواني، مثّل بلاده في الألعاب الأولمبية الصيفية 2000.

## روابط خارجية
لي تسونج تشويه على موقع الاتحاد الدولي للسباحة (الإنجليزية)
- لي تسونج تشويه على موقع أوليمبيديا (الإنجليزية)